# Gunvor Reynberg
Gunvor Reynberg (født 25. maj 1960 i København) er en dansk skuespiller.
Reynberg er uddannet fra Statens Teaterskole i 1990.

## Filmografi
- Det var en lørdag aften (1968)

### Tv-serier
- Hallo det er jul (1995)
- Brødrene Mortensens Jul (1998,2002)
- Anna Pihl (2006-2007)
- Sommer (2008)